# ZLM Tour 2024
La 35e édition du ZLM Tour, une course cycliste constituée de cinq étapes, a lieu du 5 au 9 juin 2024 dans le sud des Pays-Bas sur une distance de 744 km. Faisant partie de l'UCI ProSeries en 2023, la course est rétrogradée d'un niveau et fait partie du calendrier UCI Europe Tour 2024, en catégorie 2.1.

## Présentation

### Parcours
Le ZLM Tour 2024 commence le mercredi 5 juin en fin d'après-midi avec un contre-la-montre individuel de 14,7 km à Westkapelle en Zélande. Le deuxième jour, la province de Zélande sera aussi le cadre de la 2e étape avec un parcours de 193,8 km entre Middelbourg et Wissenkerke. La 3e étape conduit les coureurs de Schijndel dans le Brabant-Septentrional à Buchten dans la province de Limbourg sur 179,4 km. Le dernier week-end est couru dans le Brabant-Septentrional avec le départ et l'arrivée de l'étape à Roosendaal le samedi (195,7 km) et à Oosterhout le dimanche 9 juin (159,4 km).

## Étapes
| Étape     | Date   | Villes étapes             | type                        | Distance (km) | Vainqueur d'étape | Leader du classement général |
| --------- | ------ | ------------------------- | --------------------------- | ------------- | ----------------- | ---------------------------- |
| 1re étape | 5 juin | Westkapelle – Westkapelle | contre-la-montre individuel | 14,7          | Rune Herregodts   | Rune Herregodts              |
| 2e étape  | 6 juin | Middelbourg – Wissenkerke | étape de plaine             | 193,8         | Casper van Uden   | Rune Herregodts              |
| 3e étape  | 7 juin | Schijndel – Buchten       | étape de plaine             | 179,4         | Peter Schulting   | Rune Herregodts              |
| 4e étape  | 8 juin | Rosendael – Rosendael     | étape de plaine             | 196,7         | Casper van Uden   | Rune Herregodts              |
| 5e étape  | 9 juin | Oosterhout – Oosterhout   | étape de plaine             | 159,4         | Alexander Salby   | Rune Herregodts              |

### Équipes
| WorldTeams (6)- Astana Qazaqstan Team - Team Visma \| Lease a Bike - Alpecin-Deceuninck - Team dsm-firmenich PostNL - Intermarché-Wanty - Arkéa-B&B Hotels ProTeams (6)- Tudor Pro Cycling Team - VF Group-Bardiani CSF-Faizané - Polti Kometa - Bingoal WB - Team Corratec-Vini Fantini - Team Flanders-Baloise Équipes continentales (7)- Volkerwessels Cycling Team - Metec-Solarwatt p/b Mantel - Parkhotel Valkenburg - BEAT Cycling Club - Diftar Continental Cycling Team - Team Storck-Metropol Cycling - Ara-Skip Capital |
| |

## Classement général final
| \| Classement général \| Classement général \| Classement général \| Classement général \| Classement général \| \| Coureur \| Coureur \| Pays \| Équipe \| Temps \| \| ------------------ \| ------------------ \| ------------------ \| --------------------------------- \| ------------------ \| \| 1er \| Rune Herregodts \| Belgique \| Intermarché-Wanty \| 15 h 58 min 50 s \| \| 2e \| Max Walker \| Royaume-Uni \| Astana Qazaqstan Development Team \| + 20 s \| \| 3e \| Tom Bohli \| Suisse \| Tudor Pro Cycling Team \| + 23 s \| |                 |             |                                   |                  |
| |                 |             |                                   |                  |
| Source : ProCyclingStats |                 |             |                                   |                  |
| Classement général |                 |             |                                   |                  |
| Coureur | Coureur         | Pays        | Équipe                            | Temps            |
| 1er | Rune Herregodts | Belgique    | Intermarché-Wanty                 | 15 h 58 min 50 s |
| 2e | Max Walker      | Royaume-Uni | Astana Qazaqstan Development Team | + 20 s           |
| 3e | Tom Bohli       | Suisse      | Tudor Pro Cycling Team            | + 23 s           |